# 聖心会
聖心会（仏: Sœurs du Sacré-Cœur de Jésus）は、1800年にフランスで聖マグダレナ・ソフィア・バラが創立したカトリックの女子修道会。

## 創設
創立者は、1865年5月25日に帰天し、60年後の1925年5月24日に教皇ピウス11世により列聖されたマドレーヌ・ソフィー・バラ。イエズス会の会憲をそのまま受け継ぎ創立されている女子修道会の一つである。世界約45カ国で活動し、特に女子教育活動に注力している。

## 日本での活動
聖心会日本管区は、学校教育を通して青少年の心の育成に努めている。学校法人聖心女子学院が、北海道・東京・神奈川・静岡・兵庫で小学校から大学、インターナショナルスクールの教育事業を行っている。設置校は名門女子校として知られる。聖心女子大学は美智子上皇后の母校である。東京と名古屋には、学校教育とは別の形の教育使徒職に携わるシスターたちの共同体があり、現代の日本社会のニーズに応えるために、多様な使徒職に従事している。

### 教育機関
学校法人聖心女子学院
高等教育
- 聖心女子大学
- 聖心女子専門学校 (2018年閉校)

初等・中等教育
- 札幌聖心女子学院中学校・高等学校
- 聖心女子学院初等科・中等科・高等科
- 不二聖心女子学院中学校・高等学校
- 小林聖心女子学院小学校・中学校・高等学校

インターナショナルスクール
- 聖心インターナショナルスクール

### 社会使徒職
- こころの相談室 コラソン（〒150-0012 東京都渋谷区広尾4-3-1 聖心会第3修道院）

カウンセリング、心理療法、家族療法などの専門的立場から、共に問題の解決を図り、また自分自身の治癒力を引き出し高めるプロセスを援助するために開設された。
- 山谷修道院（〒111-0021 東京都台東区日本堤1-14-8）

山谷共同体は、地下鉄日比谷線南千住駅から東へ徒歩5分程、泪橋付近にある。山谷マックは、アルコール依存症の方々の回復のための中間ハウス。アルコール依存症患者の社会復帰を援助している。
- 名古屋修道院（〒455-0872 愛知県名古屋市港区西蟹田1833）

名古屋修道院は、名古屋市港区の住宅地の一角にあり、小さな日本家屋（木造）である。
この共同体は、1971年に港カトリック教会（聖アウグスチノ会）の故パーセル神父からの依頼で教会の司牧を手伝うため、そして幼児教育のために始められた。名古屋全体の仕事としては、国際協力委員会、研修委員会、福真館（炊き出し）の活動に関わり、滞日外国人の支援もしている。
教会関係以外では、名古屋市や港区の社会福祉協議会関係の仕事、また、拘置所訪問などで、身障者、高齢者、受刑者と接している。